# Орден короля Дмитара Звонимира
Орден короля Дмитара Звонимира (хорв. Velered kralja Dmitra Zvonimira), повна назва — «Великий Орден Короля Дмитара Звонимира зі стрічкою та Великою Даницею» (хорв. Velered kralja Dmitra Zvonimira s lentom i Danicom) — четверта за рангом державна нагорода Республіки Хорватія.

## Положення про орден
Вручається державним діячам високого рангу, високопоставленим представникам клиру і видатним діячам культури за внесок у незалежність, цілісність і розвиток Республіки Хорватія, сприяння розвитку відносин між Хорватією і релігійними групами, видатний внесок у культурну та гуманітарну діяльність.
Орден має тільки один ступінь. Названий на честь короля Дмитара Звонимира.

## Нагороджені
- Владко Мачек (20 грудня 2004)[1]
- Мирослав Крлежа (посмертно, 14 грудня 2000)[2]
- Савка Дабчевич-Кучар (14 грудня 2000)[3]
- Іван Супек (14 грудня 2000)[3]
- Маргарет Тетчер(15 вересня 1998)[4]
- Вільям Перрі (31 серпня 1998)[5]
- Алоїс Мок (16 жовтня 1996)[6]
- Едмунд Штойбер (16 вересня 1996)[7]
- Мате Гранич (28 травня 1995)[8]
- Андрія Хебранґ (28 травня 1995)[8]
- Луйо Тончіц-Соріньї (28 травня 1995)[8]
- Отто фон Габсбург (28 травня 1995)[8]
- Ранко Маринкович (28 травня 1995)[8]
- Влатко Павлетич (28 травня 1995)[8]
- Владимир Шекс (28 травня 1995)[8]